# Andor Tamás
Andor Tamás (Budapest, 1937. december 20. –) Balázs Béla-díjas magyar operatőr, érdemes, és kiváló művész.
Az 1970-es évektől Gazdag Gyula, Simó Sándor, Mészáros Márta, Makk Károly, Bacsó Péter, Schiffer Pál, Szász Péter és mások operatőreként, olykor színészeként jelentős szerepet játszott az új magyar film létrehozásában.

## Életpályája
1956–1958 között a Nemzeti Színházban volt világosító. 1958–1961 között az Iparművészeti és Képzőművészeti Kivitelező Vállalat modellezője és makettkészítő iparművésze volt. 1961–1965 között a Színház- és Filmművészeti Főiskola operatőr szakos hallgatója volt. 1965 óta a Mafilmnél rövidfimek, majd 1970-től számos játékfilm operatőre.

## Családja
Szülei Andor Endre (1899–1972) és Damján Angyalka (1904–1993) voltak. Felesége, Molnár Éva. Két gyermeke született; Eszter (1980) és Tamás (1987).

## Filmjei

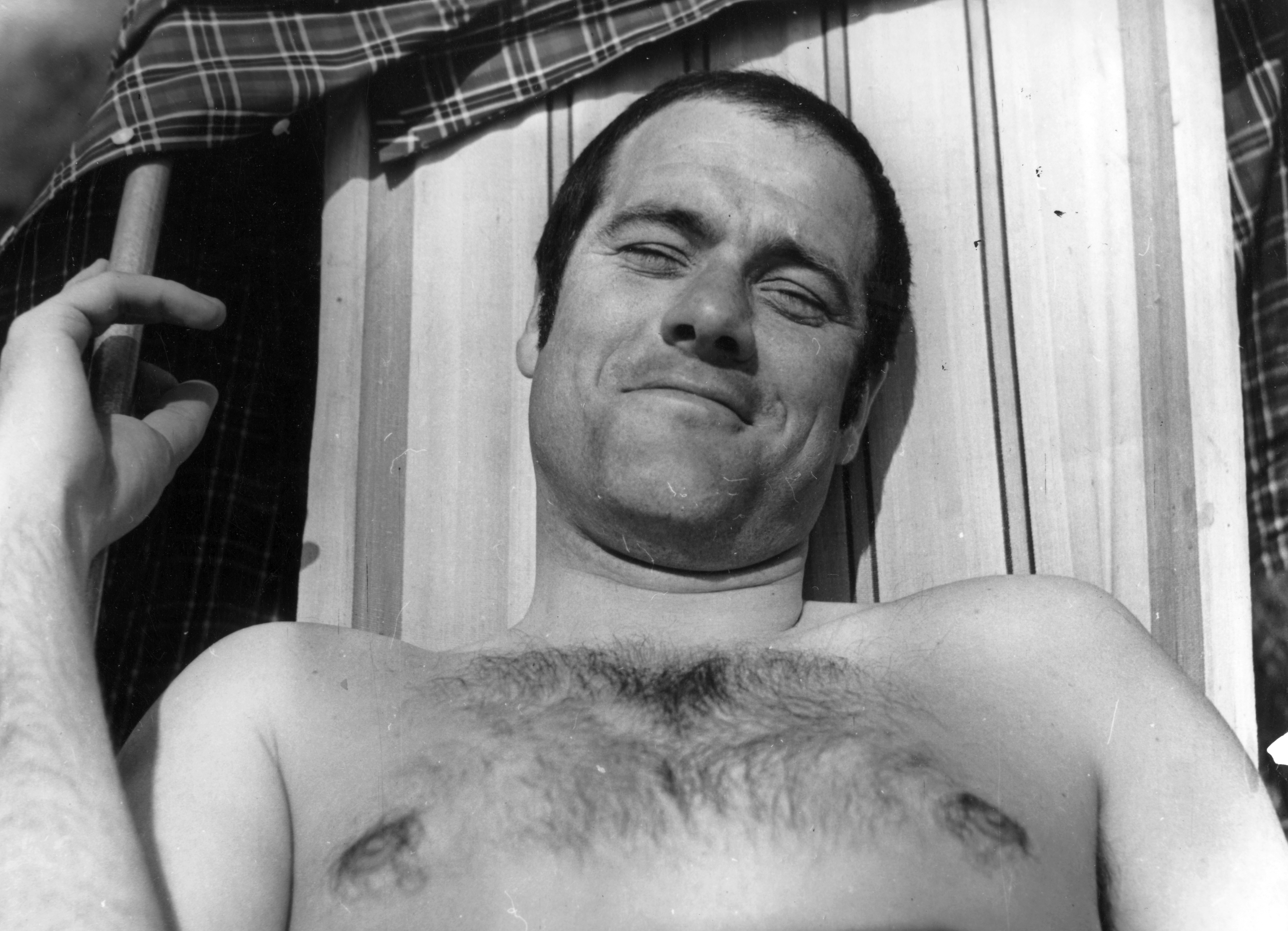
Andor Tamás a Tiszazúg forgatási szünetében

### Operatőrként
- Karácsonyi ének (1964)
- Kő (1966) (rendező is)
- Fekete vonat (1970)
- Végre, hétfő! (1971)
- A sípoló macskakő (1971)
- Mit csinálnak a cigánygyerekek? (1973)
- Apám néhány boldog éve (1977)
- Áramütés (1978)
- Cséplő Gyuri (1978)
- Nem élhetek muzsikaszó nélkül (1978)
- Sértés (1979)
- Útközben (1979)
- Ki beszél itt szerelemről? (1980)
- Hogyan felejtsük el életünk legnagyobb szerelmét? (1980)
- A svéd, akinek nyoma veszett (1980)
- Boldog születésnapot, Marylin! (1981)
- A koncert (1981)
- Anna (1981)
- Tegnapelőtt (1981)
- Viadukt (1982)
- Egymásra nézve (1982)
- A pártfogolt (1983)
- Te rongyos élet (1984)
- István, a király (1984)
- Puskás Öcsi (1985)
- Játszani kell (1985)
- Hány az óra, Vekker úr? (1985)
- Szerelem első vérig (1986)
- Szép volt fiúk... (1986)
- Banánhéjkeringő (1987)
- Az ibafai kovboj (1987)
- Isten veletek, barátaim! (1987)
- Szerelem második vérig (1988)
- Wutzenstein várában (1988)
- K - Az éjszakai lányok (1988)
- Titánia, Titánia, avagy a dublőrök éjszakája (1988)
- Engesztelő (1989)
- Találkozások (1990)
- Sztálin menyasszonya (1991)
- Live show (1992)
- Kis Romulusz (1995)
- Megint tanú (1995)
- Hello, doki! (1996)
- Elektra Kft. avagy: bevezetés a kapitalizmus politikai gazdaságtanába (1996)
- Balekok és banditák (1997)
- Törésvonalak II. (1997)
- Kicsi ünnep (1998)
- Apaképek (2000)
- Miért sípolt a macskakő? (2000)
- Hamvadó cigarettavég (2001)
- A tigriscsíkos kutya (2001)
- A tanú én vagyok (2002)
- Gólyamese (2005)
- De kik azok a Lumnitzer nővérek? (2006)
- 4x100 (2007)
- Tíz év múlva - Családok (2008)
- Majdnem szűz (2008)
- Hús vétkek (2009)

### Színészként
- Az utolsó előtti ember (1963)
- Bors (1968)
- Szemüvegesek (1969)
- Gyula vitéz télen-nyáron (1970)
- N.N., a halál angyala (1970)
- Sárika, drágám (1971)
- A legszebb férfikor (1972)
- Régi idők focija (1973)
- Idegen arcok (1974)
- Szépek és bolondok (1976)
- Redl ezredes (1985)
- Zuhanás közben (1987)
- Túsztörténet (1989)
- Jézus Krisztus horoszkópja (1989)
- Kisváros (1995-1998)
- TV a város szélén (1998)
- 7-es csatorna (1999)
- Simó Sándor (dokumentumfilm) (2002)
- Egy hét Pesten és Budán (2003)
- Magyar vándor (2004)
- Noé bárkája (2007)
- In memoriam Bacsó Péter (2009)
- Zárójelentés (2020)

## Díjai, elismerései
- a locarnói fesztivál díja (1978)
- Balázs Béla-díj (1979)
- Érdemes művész (1985)
- Kiváló művész (2011)